# Тариф 1828 года
Тариф 1828 года (англ. Tariff of 1828), также известный как тариф мерзостей (англ. Tariff of Abominations) — очень высокий протекционистский тариф, принятый Конгрессом США в апреле—мае 1828 года и вступивший в силу 19 мая 1828 года. Целью тарифа была защита развивающейся американской промышленности от иностранных конкурентов путём завышения стоимости товара на 50%, что должно было дать преимущество местным производителям. Такие идеи были популярны среди фермеров западных штатов, но встречали большое недовольство на юге, зависевшем от торговли с Великобританией и в некоторых частях Новой Англии, закупавшей иностранное сырьё. Законопроект был принял Палатой представителей 105 голосами против 94 и Сенатом 26 против 21, после чего подписан президентом Джоном Куинси Адамсом, который понимал, что это может нанести ущерб его планам по переизбранию. Оппозиция тарифу на юге была настолько сильной, что ситуация быстро переросла в угрозу гражданской войны во время нуллификационного кризиса 1832–1833 годов. Южные противники тарифа дали тарифу прозвище «тариф мерзостей», так как он устанавливал 38%-ный налог на некоторые импортные товары и 45%-ный налог на некоторые виды импортного сырья.
На выборах президента 1828 года победу одержал Эндрю Джексон, пользовавшийся большой поддержкой на юге. Противники тарифа ожидали, что с его избранием тариф будет значительно снижен. Однако вопреки их ожиданиям в 1829 Джексон заявил, что тариф соответствует конституции. В ответ на это наиболее радикальные политики Южной Каролины начали выступать за то, чтобы штат сам объявил тариф недействительным на территории штата. В Вашингтоне между Джексоном и вице-президентом Джоном Кэлхуном произошёл открытый раскол по этому вопросу; в конце концов, Кэлхун ушёл в отставку. 14 июля 1832 года Джексон подписал закон о тарифах 1832 года, предусматривавший некоторое снижение тарифных ставок, однако для Южной Каролины этого оказалось недостаточно. В ноябре 1832 года штат созвал общий съезд и 136 голосами против 26 принял указ о нуллификации, в котором было заявлено, что тарифы 1828 и 1832 годов неконституционны и не могут быть применены в Южной Каролине. Президент Джексон не мог допустить отмены федерального закона штатом и пригрозил Южной Каролине силовым вмешательством. В конечном итоге нуллификационный кризис был разрешён с принятием тарифа 1833 года в рамках компромисса.